# Arthur Barnett Ltd
Arthur Barnett Ltd, handelend onder de naam Arthur Barnett, was een warenhuis in Dunedin, Nieuw-Zeeland. De winkel, opgericht in 1903 door Arthur Barnett, begon als een textielwinkel voor mannen en jongens en groeide in de loop der jaren uit tot een van de meest succesvolle warenhuizen van Dunedin. 
Naast het vlaggenschipfiliaal in George Street in Dunedin, had Arthur Barnett warenhuizen in Balclutha, Alexandra, Oamaru en Christchurch. Van 1970 tot 1977 was er ook een filiaal in Melbourne, dat voornamelijk meubels en tapijt verkocht. 
De laatste Arthur Barnett-winkel, die zich bevond op de locatie van de eerste winkel in George Street in Dunedin, en de online winkel werden in 2015 overgenomen door de warenhuisketen H & J Smith uit Invercargill.